# 在パキスタンアフガニスタン大使館
在パキスタンアフガニスタン大使館（ざいぱきすたんあふがにすたんたいしかん、パシュトー語: د افغانستان اسلامي جمهوریت لوی سفارت په اسلام آباد کې、ダリ語: سفارت کبرای جمهوری اسلامی افغانستان در اسلام آباد、ウルドゥー語: افغانستان سفارتخانہ، اسلام آباد、英語: Embassy of Afghanistan in Pakistan）は、イスラマバードにあるアフガニスタン・イスラム共和国の大使館。
現在、イスラマバードの大使館地区（英語: Diplomatic Enclave）に新しい大使館が建設中である。完成した暁には、アフガニスタンの在外公館で最大規模になる見込み。

## 大使
2016年2月9日より、オマル・ザーヒールワールが特命全権大使を務めている。
歴代大使からは財務大臣を輩出している。オマル・ザーヒールワールは、2009年から2015年にかけて財務大臣を務めていた。